# Наманганский государственный университет
Наманганский государственный университет сокращенно НамГУ (узб. Namangan davlat universiteti / Наманган давлат университети (NamDU / НамДУ)) — один из ВУЗов Наманганской области Узбекистана

## История
был основан в 1942 году как педагогический институт. Он находится в Наманганской области с населением почти 2,8 млн человек и площадью 7900 км2, расположенной в восточной части Узбекистана, считающейся одним из стратегически важных районов. 

## Учеба
В настоящее время в НамГУ обучается более 15000 студентов по программам бакалавриата и магистратуры. В намгу насчитывается 600 профессорско-преподавательских кадров, из которых 46% имеют докторские и докторские степени. Намгу предлагает различные курсы обучения, в том числе 42 образовательные программы бакалавриата, 15 программ специализации магистратуры, 10 программ для очной докторантуры и еще 15 программ для заочной докторантуры. Университет готовит высококвалифицированных специалистов по языкам (узбекскому, русскому, английскому, немецкому), литературе, общественным наукам, политологии, истории, Архивоведению, педагогике, психологии, образованию, дошкольному образованию, спорту, прикладному искусству, музыкальному образованию, географии, экономике, математике, прикладной математике, физике, химии, биологии, техническим наукам, туризму, гостиничному хозяйству, информационным технологиям, библиотечному делу и др. Также недавно создана программа двойного диплома по медицине с Уральским государственным медицинским университетом (Екатеринбург, Россия).